# Maurice Marinot

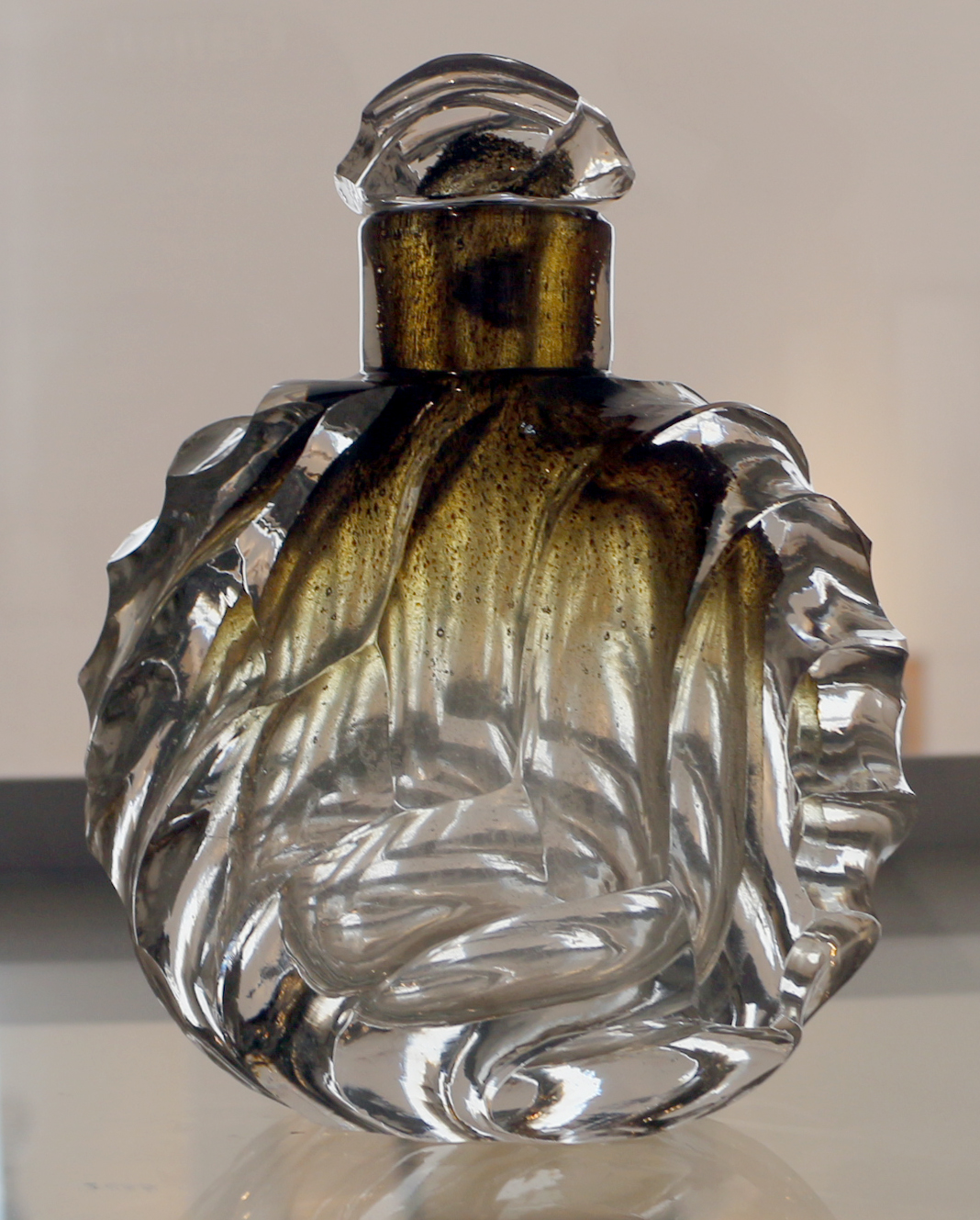
Bouteille (1933)

Maurice Marinot (* 20. März 1882 in Troyes; † 8. Februar 1960 ebenda) war ein französischer Maler und Glasmaler, der dem Fauvismus und dem Art déco zugerechnet wird.

## Leben und Wirken
Marinot studierte ab 1901 an der École nationale supérieure des beaux-arts bei Fernand Cormon, von dem er jedoch wenig später als „gefährlicher Nonkonformist“ entlassen wurde. Zunächst fühlte er sich von der Künstlergruppe der Nabis angezogen, wendete sich aber dann den Fauves zu und stellte mit ihnen erstmals 1905 seine Bilder im Salon des indépendants aus, schließlich 1907 im Salon d’automne. Da Marinot sich kaum in Paris aufhielt, blieb er am Rande der Gruppe. 1911 besuchte er die Glasmaler-Manufaktur der Brüder Eugène und Gabriel Viard. Ab 1912 beschäftigte sich Marinot verstärkt mit Glasmalerei auf Vasen und Flaschen, schließlich auch in Email-Technik. Nach einer ersten Ausstellung dieser Arbeiten 1913 ließ er seine Werke bei den Brüdern Viard herstellen, die eine Glasbläserfabrik in Bar-sur-Seine hatten.
Viele seiner Arbeiten werden dem Art déco zugerechnet. Insgesamt schuf er etwa 2500 Glasobjekte. Seine Arbeiten in diesem Genre gehören zur „absoluten preislichen Spitzenklasse“. Als die Firma Viard Frères 1937 schloss, beendete Marinot diesen künstlerischen Bereich und wandte sich wieder der Malerei zu. 1944 zerstörten die Bombardements der alliierten Truppen bei Troyes große Teile seines Ateliers.

## Ausstellungen in Museen
- Musée d’art moderne de Troyes
- Musée d’art moderne de la Ville de Paris
- Château de Dieppe
- Musée Despiau-Wlérick de Mont-de-Marsan (Landes)
- Musée des beaux-arts de Bernay